# Sigrid Kaag
Sigrid Kaag (prononcé en néerlandais : [ˈsiɣrɪt kaːx]), née le 2 novembre 1961 à Ryswick, est une diplomate et femme politique néerlandaise, membre des Démocrates 66 (D66). Elle est vice-Première ministre et ministre des Finances dans le quatrième cabinet de Mark Rutte de 2022 à 2024.
Après avoir travaillé pour le ministère des Affaires étrangères puis pour Shell, elle rejoint l'ONU en 1994. Elle est successivement affectée à l'Agence pour les réfugiés palestiniens (UNRWA), à l'Organisation internationale pour les migrations, à l'UNICEF et enfin au Programme des Nations unies pour le développement. Elle accomplit ensuite une mission sur la destruction des armes chimiques syriennes, puis coordonne les Nations unies au Liban.
Elle rejoint le gouvernement des Pays-Bas, dirigé par Mark Rutte, en 2017, comme ministre du Commerce extérieur et de la Coopération pour le développement, un poste sans portefeuille au sein du ministère des Affaires étrangères, dont elle assume la direction à partir de 2021, après quoi elle devient vice-Première ministre et ministre des Finances. Entre 2020 et 2023, elle est cheffe politique du parti Démocrates 66.
Elle se retire de la vie politique à l'occasion des élections législatives anticipées de 2023. Peu après ce scrutin, elle est désignée coordinatrice de l'aide humanitaire et de la reconstruction de la bande de Gaza par le Conseil de sécurité des Nations unies.

## Biographie

### Jeunesse et études
Après une enfance passée à Zeist, Sigrid Kaag s'inscrit à l'université d'Utrecht pour apprendre l'arabe avant d'être transférée à l'université américaine du Caire, où elle obtient un baccalauréat universitaire en lettres en 1985 en études du Moyen-Orient. Elle poursuit ses études au St Antony's College d'Oxford à l'université d'Exeter.

### Ministère des Affaires étrangères
Après ses études en Angleterre, elle intègre l'École nationale d'administration en France. Elle suit également une formation en relations avec l'étranger à l'Institut Clingendael de La Haye. Kaag travaille pour le ministère néerlandais des Affaires étrangères à partir de 1990 en tant que chef adjointe du département des Affaires politiques de l'ONU. Plus tard, elle travaille pour la Royal Dutch Shell à Londres.

### Carrière aux Nations unies
Kaag rejoint les Nations unies en 1994. Jusqu'en 1997, elle est basée à Jérusalem pour le compte de l'UNRWA. De 1998 à 2004, elle est chef des relations avec les donateurs pour l'Organisation internationale pour les migrations à Genève et directrice en chef des programmes au Bureau des relations extérieures de l'UNRWA. Entre 2004 et 2005, elle est conseillère sur l'Afrique de l'Est. Travaillant à partir de là au Proche-Orient, elle est responsable de zones comme les territoires palestiniens occupés, le Liban, la Jordanie et la Syrie. De 2007 à 2010, elle est directrice régionale de l'UNICEF pour le Proche-Orient et l'Afrique du Nord. En mai 2010, elle est nommée sous-secrétaire générale, administratrice adjointe et directrice du Bureau des relations extérieures et de la sensibilisation du Programme des Nations unies pour le développement et déménage donc à New York.
Le 13 octobre 2013, le secrétaire général des Nations unies Ban Ki-moon la nomme à la tête de la Mission conjointe de l'Organisation pour l'interdiction des armes chimiques (OIAC) et des Nations unies pour la destruction des armes chimiques en Syrie. Un vote est demandé au Conseil de sécurité des Nations unies sur cette décision trois jours plus tard, le 16 octobre, après quoi elle est officiellement confirmée pour le poste. Elle dirige une équipe d'une centaine d'experts chargés d'assurer la destruction des armes chimiques de la Syrie avant le 30 juin 2014.
Le 1er décembre 2014, le secrétaire général des Nations unies annonce sa nomination au poste de coordonnatrice spéciale des Nations unies pour le Liban (UNSCOL), succédant à Sir Derek Plumbly. En septembre 2016, elle reçoit le prix Wateler pour la paix décerné par la Fondation Carnegie néerlandaise.

### Engagement politique

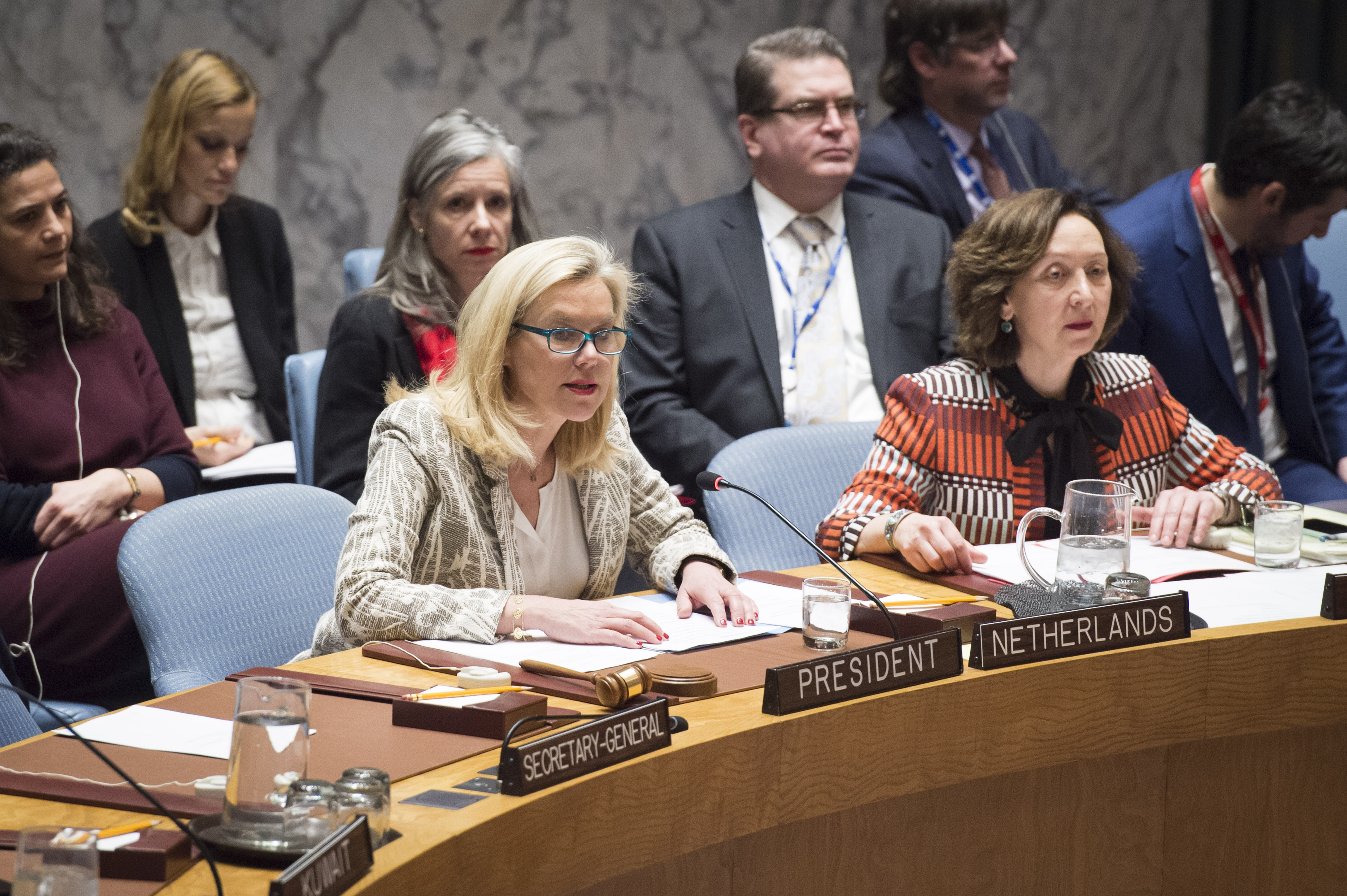
Kaag s'adressant au Conseil de sécurité des Nations unies en mars 2018, à l'occasion de la présidence néerlandaise.

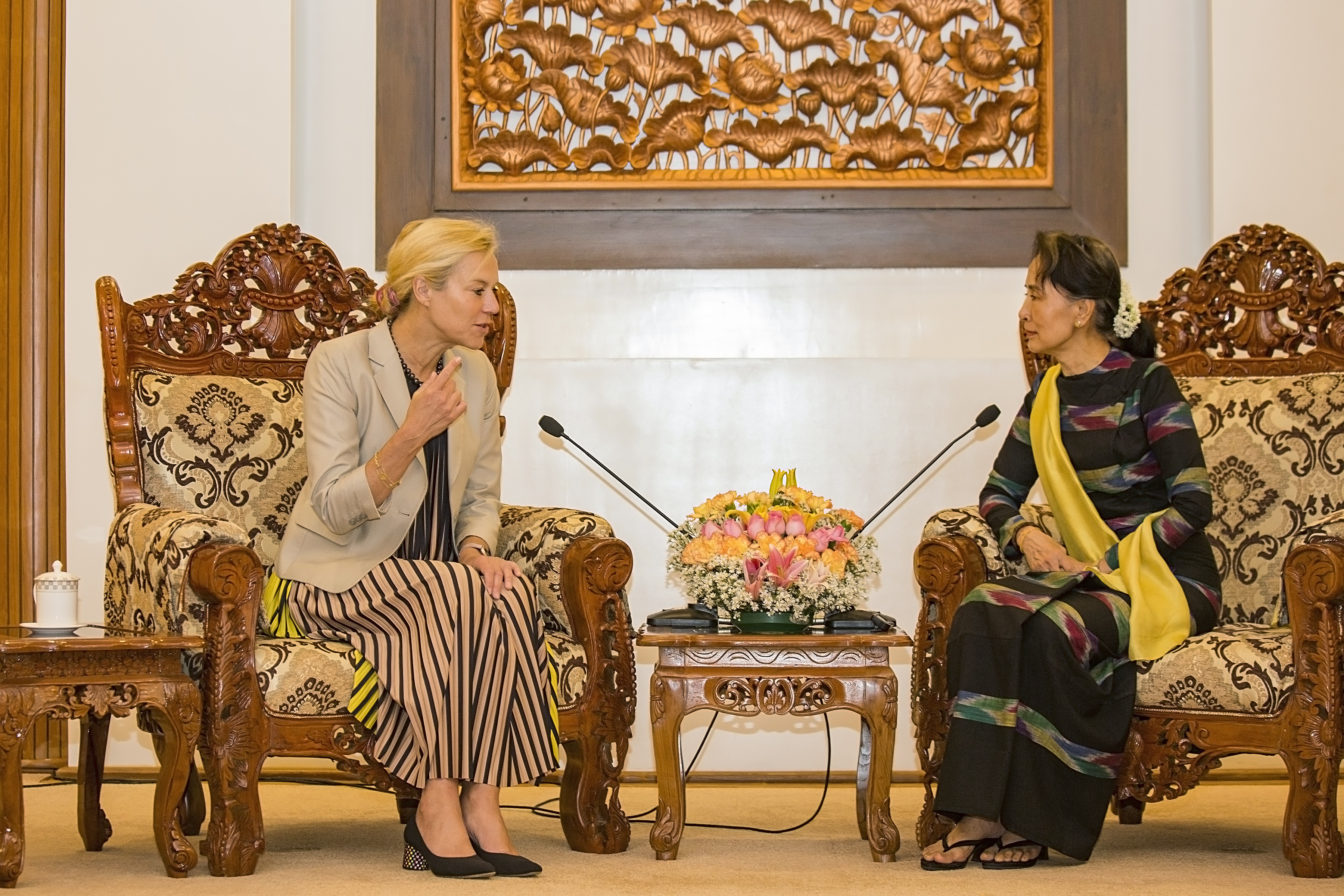
Sigrid Kaag au côté d'Aung San Suu Kyi en novembre 2018.

Le 26 octobre 2017, elle devient ministre du Commerce extérieur et de la Coopération au développement dans le troisième cabinet de Mark Rutte. À ce titre, elle assure l'intérim à la tête du ministère des Affaires étrangères, après la démission du libéral-démocrate Halbe Zijlstra, entre le 13 février et le 7 mars 2018. La visite de Kaag en Iran en février 2018 est vivement critiquée par plusieurs parlementaires aux Pays-Bas.
En septembre 2020, elle est très largement choisie par les adhérents des Démocrates 66 comme la nouvelle chef politique du parti, avec plus de 96 % des suffrages. Elle mène donc le parti aux élections législatives de 2021, qui s'annoncent difficiles du fait d'une image fortement influencée par une inhabilité perçue à peser dans la coalition gouvernementale. En effet, les sondages deux mois avant les élections prédisent les Démocrates 66 à 13 sièges, soit six de moins qu'en 2017. Ses prestations aux débats télévisés, jugées de façon positive par les commentateurs, permettent au parti de se relever dans les sondages. Lors du dernier débat, le 16 mars, Kaag affronte Geert Wilders en duel, qui lui reproche de s'être voilée en Iran. Elle affirme : « Je suis allée en Iran en tant que ministre des Affaires étrangères pour discuter de la sécurité de la région et d'Israël. Et si je suis obligée par la législation de mettre un voile, alors je le ferai, parce que cela sert un intérêt international ». Wilders la traite alors de « traître », Kaag affirmant : « Non. Je n'accepte pas cela, car il s'agissait d'une mission dans l'intérêt du pays, monsieur Wilders, vous devriez en apprendre quelque chose ».
Le scrutin permet aux Démocrates 66 d'atteindre la deuxième place derrière le Parti populaire pour la liberté et la démocratie (VVD) de Mark Rutte, une première historique, avec 24 sièges. Les pertes du Parti pour la liberté (PVV) et de l'Appel chrétien-démocrate (CDA) permettent aux D66 de se positionner avec force pour les négociations gouvernementales. Alors que le VVD privilégie une coalition de centre droit avec les Démocrates 66, l'Appel chrétien-démocrate et le nouveau parti JA21, Kaag estime qu'une telle coalition serait difficile compte tenu des positions de JA21 sur l'Union européenne, l'immigration et l'avortement.
Nommée ministre des Affaires étrangères le 25 mai 2021, elle est poussée à la démission le 16 septembre suivant à la suite de l'adoption par le Parlement d'une motion critiquant le gouvernement pour sa gestion de la crise en l'Afghanistan, en particulier une évacuation chaotique du pays. De nombreuses personnes susceptibles d'être évacuées sont laissées sur place, dont 22 interprètes, en dépit des appels de représentants à les évacuer des mois auparavant. Pressentie pour retrouver le ministère des Affaires étrangères en janvier 2022, elle est finalement nommée première vice-Première ministre et ministre des Finances dans le quatrième cabinet de Mark Rutte.
Le 26 décembre 2023, elle est nommée au poste de coordinatrice de l'aide humanitaire et de la reconstruction de la bande de Gaza, conformément à la résolution 2720 du Conseil de sécurité de l'ONU réclamant, après plus de deux mois de bombardement et de blocus israéliens, un acheminement « immédiat » et « à grande échelle » de l'aide humanitaire,. Le 8 janvier 2024, elle quitte ainsi le gouvernement néerlandais et prend ses nouvelles fonctions.
Le 17 janvier 2025, elle est nommée au poste de coordonnatrice spéciale pour le processus de paix au Moyen-Orient par intérim, ainsi que de représentante personnelle auprès de l'Organisation de libération de la Palestine et de l'Autorité palestinienne par intérim. Elle cumule cette fonction avec celle de coordonnatrice de l'action humanitaire et de la reconstruction à Gaza.

### Vie privée
Mariée, elle est mère de quatre enfants. Son mari, Anis al-Qaq, est dentiste et ressortissant palestinien de Jérusalem. Il a été vice-ministre de Yasser Arafat dans les années 1990 et ambassadeur palestinien en Suisse
.
Kaag parle six langues : Le néerlandais, l'anglais, le français, l'espagnol, l'allemand et l'arabe. Elle est catholique pratiquante.